# ديسيدنتن
ديسيدنتن (بالإنجليزية: Dissidenten) هي فرقة روك ألمانية معروفة بتعاونها مع موسيقيين من الشرق الأوسط وأفريقيا والهند. في مقالة نشرت عام 1988 في صحيفة نيويورك تايمز ، اعترف الناقد الموسيقي ستيفن هولدن بأن الفرقة من بين قادة ما أسماه "حركة ' الإيقاع العالمي '... حيث يتم دمج الأنماط العرقية مع إيقاعات الرقص الإلكترونية". 

## تاريخ
حوالي عام 1981، تأسست فرقة Embryo 's Dissidenten في الهند على يد فريدمان "فريدو" جوش (مواليد 21 يوليو 1952، ماينز ، آلات النفخ، لوحات المفاتيح) وأعضاء فرقة Embryo السابقين أوفه "أوف" مولريش (مواليد 7 ديسمبر 1947، روجن ، باس، عود، جيتار، غناء) ومايكل ويهماير (لوحات المفاتيح، البيانو). في عام 1981، حل مارلون كلاين (مواليد 13 ديسمبر 1957، هيرفورد ، طبول، بيرك، لوحات مفاتيح، غناء) محل ويهماير، وأطلقت الفرقة على نفسها اسم Dissidenten.  في عام 1982/1983، أسسوا شركة التسجيلات الخاصة بهم Exil في برلين .
بعد جولة لمدة عام في آسيا، قررت المجموعة البقاء في الهند لإنتاج ألبومهم الأول Germanistan ، بمساعدة كلية كارناتاكا للإيقاع والمغنية RA Ramamani وعازف الإيقاع راميش شوثام. وانضم إلى التشكيلة الحية عازف البيانو الهندي لويس بانكس وعازف الساكسفون الأمريكي تشارلي ماريانو. تم توثيق الحفلات الموسيقية في كلكتا ومدريد والدار البيضاء وستوكهولم في الألبوم المباشر Germanistan Tour 83 .
انتقلوا بعد ذلك إلى المغرب لتسجيل Sahara Elektrik في عام 1982 في قصر عبد السلام أكابون في طنجة بمساعدة صديقهم بول بولز والفرقة الشعبية المحلية Lem Chaheb . أصبحت أغنية "Fata Morgana" أغنية راقصة ناجحة في أوروبا (وخاصة إسبانيا وإيطاليا) وكندا، وقامت المجموعة بجولات حول العالم.
في عام 1986، انتقلت الفرقة إلى إسبانيا، وأنتجت ألبوم الحياة في الأهرامات وبدأت تحظى بالتقدير في الولايات المتحدة والمملكة المتحدة.
في عام 1989 عادوا إلى المغرب، وسجلوا أغنية Out Of This World مع الأوركسترا الوطنية الملكية المغربية ، وموسيقيين آخرين من شمال إفريقيا بما في ذلك شريف العمراني وأعضاء آخرين من فرقة ليم شهيب. تم إصدار الألبوم في جميع أنحاء العالم وقامت الفرقة بجولات حول العالم للترويج له. في عام 1991، صدر الألبوم Live In New York ، وفي العام التالي تم تسجيل The Jungle Book ، الذي ضم تسجيلات للحياة الهندية في مقطوعات موسيقية راقصة.
في عام 1995، بقي كلاين في الولايات المتحدة للعمل كمنتج لألبومين للمغني غاري رايت ، بمشاركة جورج هاريسون . في عام 1996، اجتمعت المجموعة لإنتاج ألبوم Instinctive Traveler ، وهو أول ألبوم لهم يحتوي في الغالب على أغاني باللغة الإنجليزية غنتها ابنة مولريش، باجكا، والذي أعقبه جولة في المهرجانات الدولية. وبعد عامين ظهروا في مهرجان جلاستونبري وأصدروا ألبومهم الحي الثاني، Live in Europe .
في عام 2000، بالتعاون مع الملحن الأمريكي جوردون شيروود ، والفنانة ستيفاني سيدل ، وأوركسترا براتيسلافا بقيادة بيتر فيرانيك، قاموا بإنشاء ذاكرة المياه، وهي "أوبرا وثائقية" عن نهر الدانوب ، والتي تم عرضها لأول مرة في مهرجان الدانوب الدولي للموسيقى في مدينة أولم . في العام التالي، أصدروا ألبومًا من الريمكسات بعنوان A World Beat Odyssey ، والذي قاموا بعد ذلك بأدائه على الهواء مباشرة مع دي جي مصاحبين.
في عام 2005، تم بث أوبرا "ذاكرة المياه" مع جوقة وأوركسترا بامبلونا تحت إشراف المايسترو توماس غاريدو بواسطة الإذاعة الوطنية الإسبانية في مهرجان نافارا. في عام 2006 عملت المجموعة على مشروع مغربي جديد، The Tanger Sessions ، مع المجموعة المغربية الأسطورية جيل جيلالة .
في عام 2007، قامت فرقة Dissidenten بجولة في شمال أفريقيا مع جيل جيلالة. بين الحفلات الموسيقية عملوا معًا في طنجة والدار البيضاء لإكمال The Tanger Sessions . وفي عام 2007 أيضًا، قامت الفرقة بتأليف وترتيب البرنامج الموسيقي للحفل النهائي لجائزة الكريول الألمانية المذهلة للموسيقى العالمية. بثت قناتي ARTE الفرنسية والألمانية وWDR الألمانية برنامجا طويلا عن تجارب Dissidenten في المغرب، بعنوان "درب الهيبيز".
في عام 2008، تم إصدار The Tanger Sessions وقاموا بجولة في أوروبا وشمال أفريقيا. تم بث الحفل الأول من الجولة مباشرة وعلى الإنترنت بواسطة إذاعة SWR الوطنية الألمانية في أبريل 2008. منذ صيف عام 2008، قام Dissidenten وJil Jilala بأداء عروض حية في أوروبا وشمال أفريقيا. وفي عام 2009 سيشاركون مرة أخرى في مهرجانات مختلفة في أوروبا وشمال أفريقيا وأمريكا الشمالية.

## قائمة أعماله
- جيرمانيستان (1982)
- صحارى اليكتريك (1983)
- تسجيل الدخول تسجيل الخروج (1985)
- الحياة في الأهرامات (1986) - يوجد نسختان من هذا الألبوم، الأغنية "حكمت الاقدار" تم إعادة إنتاجها بالكامل.
- خارج هذا العالم (1988)
- مباشر في نيويورك (1991)
- كتاب الأدغال (1993)
- الغابة المختلطة (1996)
- المسافر الغريزي (1997)
- مباشر في أوروبا (1998)
- 2001: ملحمة عالمية (2001)
- 2003: رحلة إلى عالم جديد (2003)
- جلسات تانجير (2008)
- كم المدة الآن؟ - غير متصل في برلين (2013)
- ذاكرة المياه - حفل مباشر في بروكنر فيست (2014)
- "نحن لا نطلق النار! - يعيش (2017)

## روابط خارجية
- الموقع الرسمي
- يوتيوب – "فاتا مورجانا" مع مجموعة من صور الفرقة
- يوتيوب – "Fata Morgana" (الفيديو الأصلي) مزيج راديو الولايات المتحدة